# Rationale
Rationale is van oorsprong een Latijns bijvoeglijk naamwoord (in de onzijdige vorm) dat verschillende betekenissen kan hebben. Letterlijk betekent het 'de rede betreffend'. Daarvan afgeleid is het Nederlandse zelfstandig naamwoord rationale, dat het idee achter of de reden voor een bepaalde handeling aangeeft, of standpuntbepaling betekent. 
Het woord is in verschillende disciplines doorgedrongen, onder meer in de filosofie, waarin het naar de verstandelijke argumentatie kan verwijzen (tegenover de gevoelsargumentatie) en in de reclame, waarin 'rationale' de inzichten aangeeft die tot de keuze voor bepaalde reclameuitingen hebben geleid. Onder 'creatieve rationale' wordt een pakkende samenvatting verstaan van het exacte hoe en waarom van een voorgestelde advertentie. 

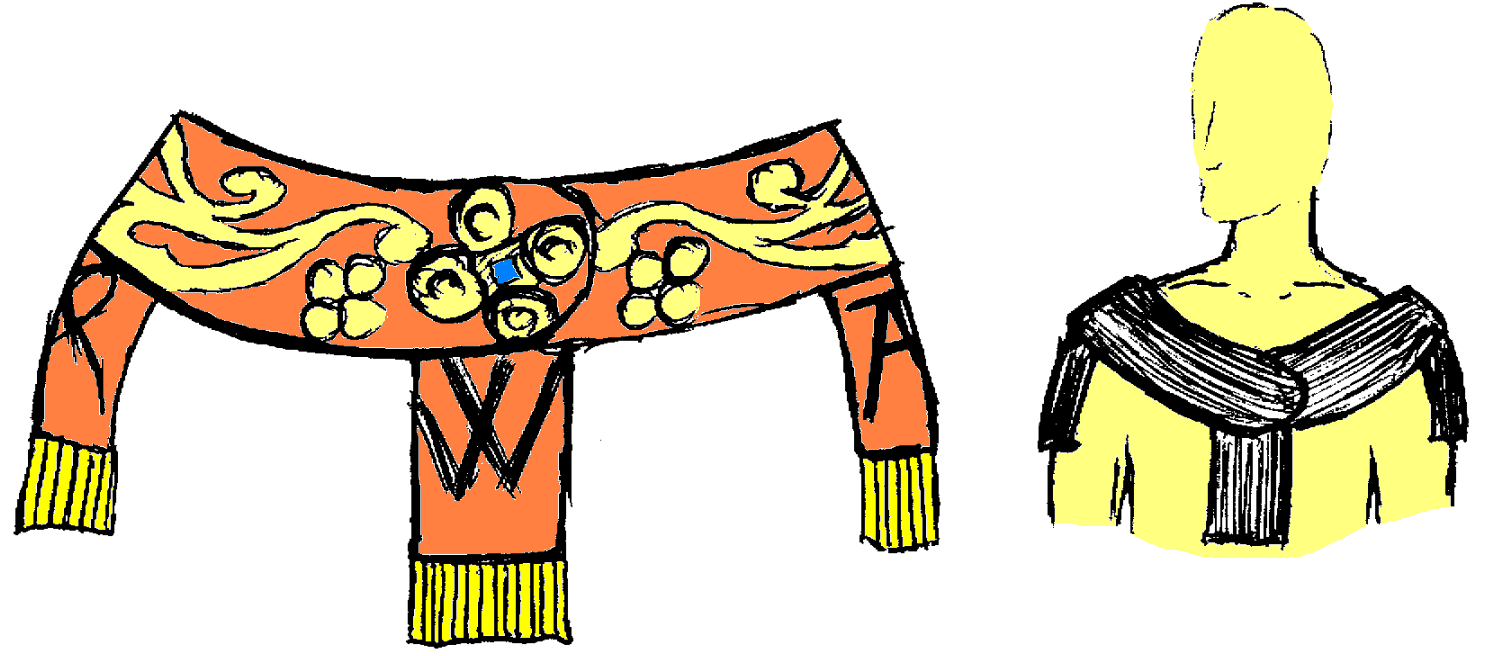
Schematische tekening van een bisschoppelijke rationale

In de psychologie wordt de term gebruikt bij het mechanisme van de rationalisering, het achteraf zoeken van redenen voor een impulsieve handeling.

## Liturgie
In de liturgie is een rationale een specifiek kledingstuk van een bisschop, een versierde schouderbedekking die naar beneden in brede banden uitloopt. De vorm is afgeleid van de efod van de Joodse hogepriester en vertoont verwantschap met het pallium. Dit liturgische kledingstuk werd in de middeleeuwen in het Heilige Roomse Rijk gedragen, maar komt in de huidige tijd ook nog wel voor als bisschopsdracht. 